# Springfield Splendor
«Springfield Splendor» (укр. «Спрінґфілдська велич») — друга серія двадцять дев'ятого сезону мультсеріалу «Сімпсони», прем'єра якої відбулась 8 жовтня 2017 року у США на телеканалі «Fox».
Серія присвячена пам'яті Тома Петті, який помер за 6 днів до виходу серії у віці 66 років.

## Сюжет
Після того, як Лісі вкотре сниться сон про шафки у Спрінґфілдській початковій школі, Гомер і Мардж вирішують звернутися до психотерапевта зі Спрінґфілдького громадського коледжу.
Там студентка-терапевтка Анет пропонує Лісі намалювати свій типовий день. Повернувшись додому, дівчинка засмучена своїми поганими малюнками, тому Мардж допомагає їй малювати, поки вона пояснює свої почуття. Ліса бере малюнки до коледжу, але втрачає їх на сходах. Нещасна дружина продавця коміксів Куміко збирає їх і продає в «Башті Андроїдів» як графічну манґу під назвою «Сумна дівчинка» (англ. «Sad girl»), що обурює Лісу і Мардж. Однак, коли останні бачать, що люди купують книги, Ліса радіє і зупиняє Куміко спалювати їх. За її порадою, Мардж і Ліса вирішують зробити сиквел.
На науково-фантастичній конференції «Bi-Mon-Sci-Fi-Con», на панелі, присвяченій митцям-жінкам, презентують «Сумну дівчинку». Однак публіка хвалить Лісу і шкодить почуттям Мардж, не бажаючи слухати її розмови про її малювальну роботу.
Коли вдома Мардж каже Лісі, що вона хоче більше уваги до себе. Ліса незгодна, і врешті решт вони скасують своє партнерство. Незабаром після цього вони зустрічаються з театральним режисером Ґатрі Френелем, який хоче зробити авангардне Бродвейське шоу на основі книг Ліси та Мардж.
При постановці виявляється, що вистава, розроблена Ґатрі, фокусує увагу на роботі Мардж і майже не згадує Лісу — Сумну дівчинку. Ліса засмучується.
У фінальній сцені Мардж представляє Меґґі свій комікс «Пригоди мами сумної дівчинки». Хоча Мардж все ще вважає, що це добре, але її доня розчарована цим…

## Виробництво
Спочатку серія повинна була бути прем'єрною серією сезону. Однак, у серпні 2017 року стало відомо, що «The Serfsons» вийде першою.
12 жовтня 2017 року виконавчий продюсер Метт Селман оприлюднив вирізану початкову сцену серій. У ній Гомеру сниться, що він — учасник шоу «Dream Date» (укр. «Побачення мрії»). У нього є три жінки на вибір: доброзичлива стюардеса, яка підморгнула йому 23 роки тому, Жінка-Галк або сексуальна пляшка кетчупу з реклами, яка йому подобається. Гомер вибирає пляшку з кетчупом, але потім Вона-Галк розбиває її. Потім Гомер і Жінка-Галк йдуть на побачення, і занурюють їжу у розбиту пляшку кетчупу.

## Ставлення критиків і глядачів
Під час прем'єри серію переглянули 5,25 млн осіб з рейтингом 2.2, що зробило її найпопулярнішим шоу на каналі «Fox» тієї ночі.
Денніс Перкінс з «The A.V. Club» дав серії оцінку B+, сказавши, що серія «має багато чого, щоб підбадьорити очі і вуха змученого глядача „Сімпсонів“…»
Згідно з голосуванням на сайті The NoHomers Club більшість фанатів оцінили серію на 4/5 із середньою оцінкою 3,46/5.